# Station Moira
Station Moira is een spoorwegstation bij Moira in het Noord-Ierse graafschap Down. Het station ligt zelf in het graafschap Antrim aan de lijn Belfast - Newry. 